# Itsuka Tenma no Kuro Usagi
Itsuka Tenma no Kuro Usagi (いつか 天魔 の 黒 ウサギ?) es una serie de novelas ligeras japonesas por Takaya Kagami, con ilustraciones de Yū Kamiya. Hasta 20 de enero de 2011, siete volúmenes han sido publicados por Fujimi Shobo bajo Fujimi Fantasia Bunko. La serie también tiene una serie spin-off, Kurenai no Gekkou Seitokaishitsu (紅 月光 の 生徒 会 室?), que hasta 20 de abril de 2011, tiene tres volúmenes publicados. Una adaptación al manga de Shiori Asahina comenzó la serialización en revista mensual shōnen Monthly Dragon Age el 9 de octubre de 2009. Una adaptación del anime fue anunciada, y salió al aire en Japón en julio de 2011.

## Argumento
Kurogane Taito es un estudiante de primer año en Miyasaka. Tras una lesión que le impidió practicar karate, en el cual solía destacarse bastante en   la escuela primaria, creyó que su vida ya no tenía importancia, tachandose de persona regular. Sin embargo, un día todo esto cambiaría con la llegada de una bella vampiro Saito Himea, con quien tiempo antes había hecho una promesa ya en el olvido. Desde aquel instante Kurogane no volvería a ser un tipo ordinario.
Con el transcurso de la historia, Taito comenzaría a recuperar su memoria, consiguiendo aliados durante el camino. Tales como Kurenai Gekkou, estudiante de Miyasaka y presidente del consejo, y Mirai Andou, una linda demonio, familiar de Gekkou, quienes cargarían con pesadas historias, secretos y deseos de venganza. Desconociendo que su encuentro ya estaba destinado por una antigua profecía de proporciones épicas.

## Personajes
Taito Kurogane (鉄 大兎 Kurogane Taito?)
Seiyū: Shinnosuke Tachibana
Un joven de pelo plateado de 16 años de edad estudiante de primer año de Miyasaka, el protagonista de la historia, Taito Kurogane sobresalía en el karate cuando era joven, pero más tarde tuvo que abandonarlo debido a una lesión en la pierna. Desde entonces, había creído ser un tipo normal, regular. Sin embargo, empieza a tener recuerdos de un evento de hace nueve años que fueron sellados, en cual hizo un contrato con la hermosa Saito himea y adquirió una habilidad extraordinaria que le otorga la inmortalidad, el único problema es que dicha habilidad solo es durable hasta la sexta vez en que muera, luego debe esperar 15 minutos para que la maldición vuelva a retomar su efecto. Al comienzo de la historia, se las arregla para recuperar los recuerdos después de un cierto incidente y va a reunirse con Saito himea. Más adelante adquiere poderes y jura proteger Saito himea de Tenma (天魔?). Tenma es normalmente traducido como espíritu maligno o un demonio, en la historia, es una existencia especial diferente de los espíritus del mal convencionales.
Saito himea (サイトヒメア Saitohimea?)
Seiyū: Megumi Takamoto
Excluyendo Bahlskra, Saito himea es el último de los Vampiros. En la historia, «vampiro» se utiliza como la lectura furigana de «mago más antiguo» (最古 の 魔術 師?). Saito himea tiene ojos color carmesí, labios de color rosa, y el pelo color lavanda que termina en un espectro de colores. Desde que nació, todos a su alrededor han buscado e intentado cazar sus poderes, con excepción de Taito, del que se enamoró y con él cual formó un contrato otorgándole poderes de inmortalidad con un cierto límite. Más tarde se une a Miyasaka como alumna, y junto con Taito, pasa a formar parte del consejo de estudiantes Gekkou y toma el nombre de Himea Saito (沙 糸 ヒメア Saito Himea?).
Gekkou Kurenai (紅 月光 Kurenai Gekkō?)
Seiyū: Yūichi Nakamura
Kurenai Gekkou, estudiante de primer año y también el presidente del consejo estudiantil de Miyasaka, es un genio autoproclamado. Hace nueve años antes de la línea de tiempo de inicio de la historia, debido a un hecho cometido por su hermano gemelo más joven, Hinata, Gekkou fue impulsado en la búsqueda permanente de potencia, inicialmente impulsado por el temor, y más tarde por venganza. Gekkou se demuestre que es perspicaz y muy inteligente. Como el presidente del consejo estudiantil, que ha hecho un contrato y tiene la tarea de ser guardián de la Tierra Santa (圣地?), un lugar con ciertas propiedades especiales sobre los que Miyasaka fue construida.aunque Gekkou no soporta a Mirai por ser muy ruidosa, se preocupa por ella y también tiene sentimientos hacia ella. y Afirma que Mirai es de su propiedad y es muy posesivo con ella a su fría y calculadora manera.
Mirai Andou (安藤 美雷 Andō Mirai?)
Seiyū: Iori Nomizu
Tiene 14 años es bishōjo. También un estudiante de Miyasaka a pesar de su edad, Mirai es un demonio rayo que toma la forma de un mono. Inicialmente tiene la tarea de matar a Gekkou, que más tarde pasó a formar un contrato con él. Mientras que ella se considera que es un demonio de clase alta de la sangre noble, la mayor parte de sus poderes suelen ser sellado por Gekkou y solo puede ser reactivada con su permiso, que solo puede ser dado si él la besa, en la que su pelo se volverá de oro y su cuerpo se envuelve en un remolino de rayos. Ella demuestra ser excesivamente ruidosa y molesta para Gekkou, aunque por el otro lado, a menudo se irrita por la aparente indiferencia de Gekkou de su existencia. Su pasatiempo favorito es leer el manga y el dibujo.
Haruka Shigure (時雨 遥 Shigure Haruka?)
Seiyū: Mina
Una chica con el pelo medio largo y grandes senos, Haruka es la compañera y amiga de la infancia de Taito. Ella siente un amor profundo por Taito. Su papel se vuelve más pronunciado después en la historia.
Hinata Kurenai (紅 日向 Kurenai Hinata?)
Seiyū: Jun Fukuyama
Es el hermano gemelo de Gekkou. Se caracteriza por ser frío y no tener emociones, ve a todos los seres humanos, entre ellos su propio hermano, como inferiores a él. Él maneja varios poderes, incluyendo la capacidad de convocar a diferentes demonios y seres de dimensiones contratadas para ejecutar sus órdenes. Hinata quiere capturar Saito himea por una razón particular.
Bahlskra (バールスクラ Bārusukura?)
Seiyū: Takehito Koyasu
Un poderoso vampiro al inicio de la historia. Que tiene vínculos profundos con Saito himea.
Izumi Aomi (碧水 泉 Aomi Izumi?)
Seiyū: Chika Horikawa
Una delincuente de Miyasaka. Debido a una cierta razón, se convirtió en la secretaria del consejo de estudiantes de Gekkou.

## Medios

### Anime
| #  | Título                                                                   | Estreno                  |
| -- | ------------------------------------------------------------------------ | ------------------------ |
| 01 | « » «900 segundos después de clases Parte 1» (900秒の放課後<前編>)       | 9 de julio de 2011       |
| 02 | «900 segundos después de clases Parte 2» (900秒の放課後<後篇>)           | 16 de julio de 2011      |
| 03 | «Un mes de flotar al lado de la picina» (プールの隣に浮いて一ヶ月)       | 23 de julio de 2011      |
| 04 | «El tenma no se canta todo» (天満はすべてを歌っていない)                 | 30 de julio de 2011      |
| 05 | «Y el Serafin canto» (そして天魔が、歌われる)                            | 6 de agosto de 2011      |
| 06 | «Una actividad <Extracurricular> distinta» (と歌のセラフィン)            | 13 de agosto de 2011     |
| 07 | «El cuestionable Nuevo Profesor» (疑わしい新しい教師)                    | 20 de agosto de 2011     |
| 08 | «Corrección de Estudiantes del Consejo Estudiantil» (生徒会の学生を修正) | 27 de agosto de 2011     |
| 09 | «Conejo Oscuro en la playa» (ビーチでのダークラビット)                   | 2 de septiembre de 2011  |
| 10 | «Compañera de viaje de Chihiro» (千尋トラベルコンパニオン)               | 9 de septiembre de 2011  |
| 11 | «Catástrofe de Vacaciones de Verano» (カタストロフィの夏休み)            | 16 de septiembre de 2011 |
| 12 | «La Pálida y Blanca Ceremonia de Clausura» (淡い白の閉会式)              | 23 de septiembre de 2011 |